# Camillo Tarquini
Camillo Tarquini S.J. (Marta, 27 de setembro de 1810 - Roma, 15 de fevereiro de 1874) foi um advogado canônico e cardeal da Cúria da Igreja Católica Romana.

## vida
Tarquini, filho de uma família nobre, estudou desde 1820 em Montefiascone e em Roma. Depois de se tornar cônego na colegiada de sua paróquia natal, Marta, foi ordenado sacerdote em 21 de setembro de 1833 . O Doutor em Direito Canônico entrou para a ordem jesuíta em 1837 e a partir de 1839 trabalhou como professor nos colégios religiosos da Itália central, incluindo Piacenza e Modena .
Em 1852, ao retornar a Roma, Tarquini tornou-se professor de direito canônico no Collegio Romano, hoje Pontifícia Universidade Gregoriana. Ele manteve essa posição até 1868 e, a partir de 1856, também foi consultor de várias congregações do Vaticano. Nas disputas diplomáticas entre a Santa Sé e o Império Czarista Russo, ele foi considerado o braço direito do Cardeal Secretário de Estado Giacomo Antonelli. Tarquini é considerado o autor de muitas notas diplomáticas do período. Ele também tinha uma paixão pela arqueologia e foi membro da Pontifícia Academia de Arqueologia .
Papa Pio IX nomeou-o teólogo papal para participar do Concílio Vaticano I de 1869 a 1870. No consistório de 22 de dezembro de 1873, o papa o aceitou como cardeal diácono de San Nicola in Carcere ao Colégio dos Cardeais . O cardeal Tarquini morreu de pleurisia alguns meses depois . Foi sepultado no cemitério romano de Campo Verano .